# 馬里烏什·萊萬多夫斯基
馬里烏什·萊萬多夫斯基（英語：Mariusz Lewandowski；1979年5月18日—）是一位波蘭足球運動員，在場上的位置是中後衛。他是2009年的波蘭足球先生。